# Ivan Ricordel
Ivan Ricordel est un pharmacien et toxicologue français né le 8 octobre 1943 à Guémené-Penfao (Loire-Atlantique).

## Biographie

### Jeunesse et études
Après des études secondaires comme enfant de troupe à l'École préparatoire militaire du Mans jusqu’en 1962, il étudie la pharmacie à Lyon de 1963 à 1967, à la fois à l'Université et à l'École du service de santé militaire.

### Pharmacien militaire

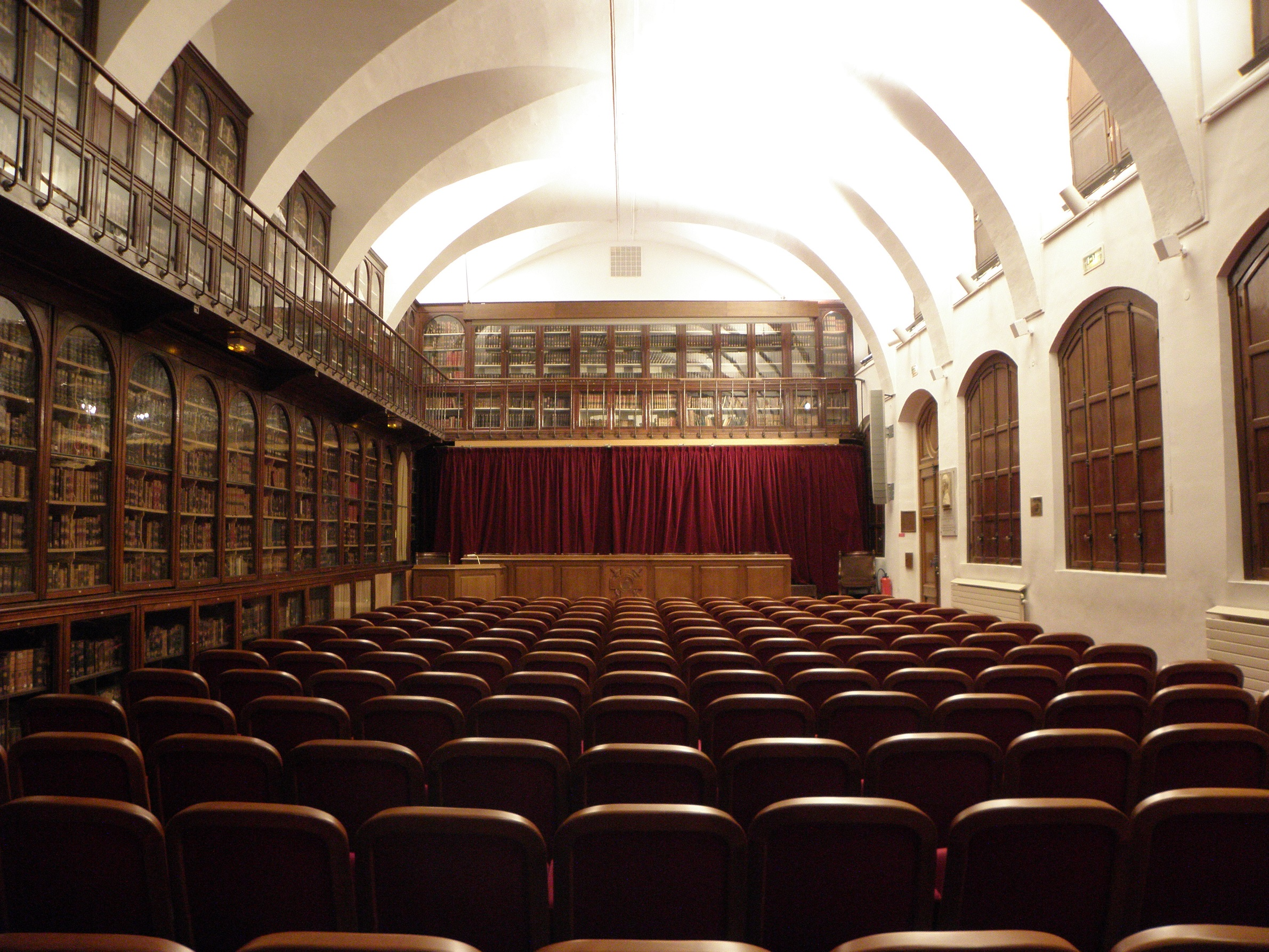
L'amphithéâtre Rouvillois au Val-de-Grâce

Il effectue son stage d'application à l'École de spécialisation du service de santé pour l'Armée de terre au Val-de-Grâce. Sa première affectation en tant que pharmacien-chimiste des armées est en 1968 à l’hôpital régional des armées Ambroise-Paré de Rennes. Reçu au concours d'assistant des hôpitaux des armées, il exerce ensuite à l’hôpital régional des armées Scrive de Lille de 1970 à 1973.
Il est alors affecté à l’hôpital d'instruction des armées du Val-de-Grâce (1973-1996) : il réussit successivement les concours de chef de laboratoire des hôpitaux des armées (1973) et de professeur agrégé du Val-de-Grâce (1979). Il devient professeur titulaire de la chaire de chimie, toxicologie et expertises dans les armées en 1986, charge qu'il conserve jusqu'en 1992.
Ses travaux portent à la fois sur les aspects techniques et cliniques de la biochimie clinique analytique mais aussi sur les aspects militaires : il publie notamment sur la défense médicale contre les armes chimiques,,.
En 1993, il est désigné comme auditeur de l'Institut des hautes études de la Défense nationale.

### Police scientifique

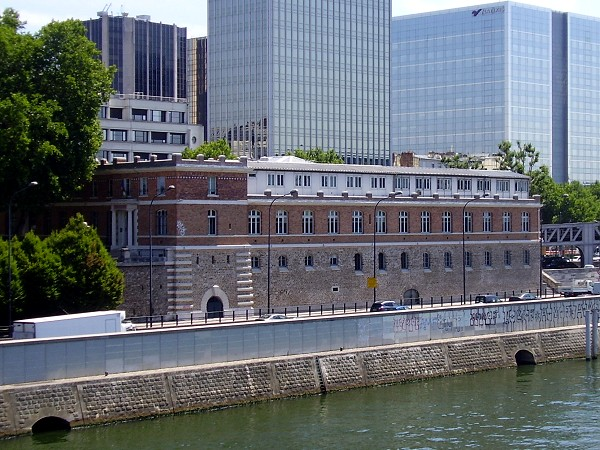
L'Institut médico-légal de Paris

En 1997, Ivan Ricordel quitte le service de santé des armées ; il devient directeur du laboratoire de toxicologie à l'institut médico-légal de la Préfecture de police de Paris, intégré en 2001 au sein de l'Institut national de police scientifique.
Ses fonctions l'amènent à intervenir dans des dossiers très médiatisés : il est ainsi chargé de l'analyse toxicologique portant sur Henri Paul, chauffeur de la princesse Diana lors de son accident de voiture fatal,.
Il coordonne ou participe à la rédaction de plusieurs ouvrages consacrés à l'expertise toxicologique,.

### Expert judiciaire
De 2014 à 2019, il est l'un des trois experts judiciaires dans l’affaire du Mediator,,,. Il est remarqué par la précision de son expertise et par sa position dépourvue d'ambigüité sur les dates auxquelles la communauté scientifique a acquis la connaissance de la toxicité du benfluorex.

### Histoire, pharmacie et toxicologie

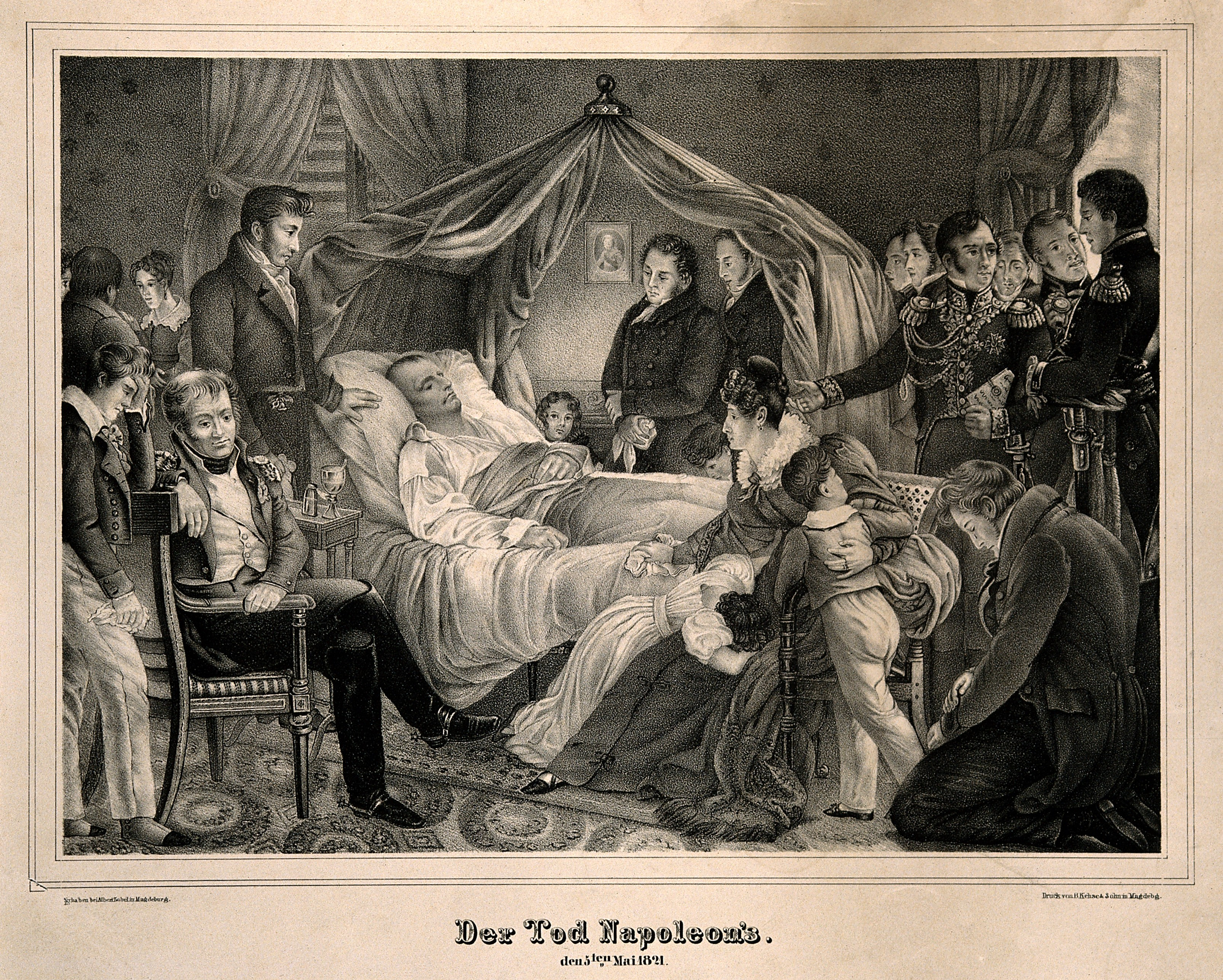
La mort de Napoléon en 1821

Parallèlement à ses activités de police scientifique, il s'intéresse aux relations entre la pharmacie et la toxicologie d'une part et l'histoire de l'autre. Membre de la société d'histoire de la pharmacie, il est un des organisateurs du colloque Cinq siècles de pharmacie hospitalière en 1995 à Paris et de celui consacré au centenaire des premières attaques chimiques de la Première Guerre mondiale en 2015. Il participe aussi en 2015 à la célébration du bicentenaire du premier concours d'internat en pharmacie.
En 2002, il démontre que Napoléon n'a pas été empoisonné à l’arsenic mais que la teneur élevée de ce métalloïde dans ses cheveux était due à un traitement externe. Ces résultats sont rapportés dans la presse du monde entier,,,,,, et sont cités par la communauté scientifique internationale.
En 2014, il rend hommage à Antoine Parmentier lors du congrès international d'histoire de la pharmacie.
En 2017, à la demande du CNRS et de la société d'histoire de la pharmacie, il analyse le contenu d'un pot à thériaque datant de 200 ans et y identifie 196 substances différentes témoignant de la présence de 57 constituants traditionnels de la thériaque. La même année, il publie une étude sur le rôle des pharmaciens militaires lors de la guerre de Crimée.

## Engagement politique
Depuis mars 2020, il est conseiller municipal de Meyssac en Corrèze,.

## Distinctions
- Officier de la Légion d'honneur (2005)
- Officier de l'ordre national du Mérite (1998)
- Médaille d'honneur du service de santé des armées[30]
- Membre titulaire de l’Académie nationale de pharmacie (1996)[31]